# Europeiska kol- och stålgemenskapen
Europeiska kol- och stålgemenskapen (EKSG), ibland felaktigt kallad Europeiska kol- och stålunionen, var en internationell organisation bestående av ursprungligen sex stater i västra Europa: Frankrike, Italien och Västtyskland samt Benelux-staterna Belgien, Luxemburg och Nederländerna. Senare ingick även Danmark, Finland, Grekland, Irland, Portugal, Spanien, Storbritannien, Sverige och Österrike. Organisationen upphörde att existera den 23 juli 2002 då den ersattes av Europeiska gemenskapen (EG).
EKSG bildades i ruinerna av andra världskriget. Frankrikes dåvarande utrikesminister Robert Schuman presenterade den 9 maj 1950 en vision om ett europeiskt samarbete kring kol och stål – två huvudingredienser för krigsmaterielindustrin – för att förhindra framtida krig mellan framför allt Frankrike och Västtyskland. Schuman föreslog bland annat inrättandet av en hög myndighet (numera Europeiska kommissionen) som skulle agera utifrån det gemensamma europeiska intresset, och inte efter nationella intressen. Genom Parisfördraget, som undertecknades den 18 april 1951 och trädde i kraft den 23 juli 1952, upprättades kol- och stålgemenskapen för en period av 50 år. EKSG ersatte Internationella myndigheten för Ruhr och blev den första organisationen att bygga på överstatlighet, det vill säga att beslut kan genomgående fattas och verkställas även mot en enskild medlemsstats vilja.
Genom EKSG lades grunden för det som senare blev Europeiska unionen. Parisfördraget inrättade bland annat fyra europeiska institutioner som senare har utvecklats till Europaparlamentet, Europeiska kommissionen, Europeiska unionens råd och EU-domstolen. Genom fusionsfördraget 1967 fick EKSG helt gemensamma institutioner med Europeiska ekonomiska gemenskapen och Europeiska atomenergigemenskapen.

## Historia

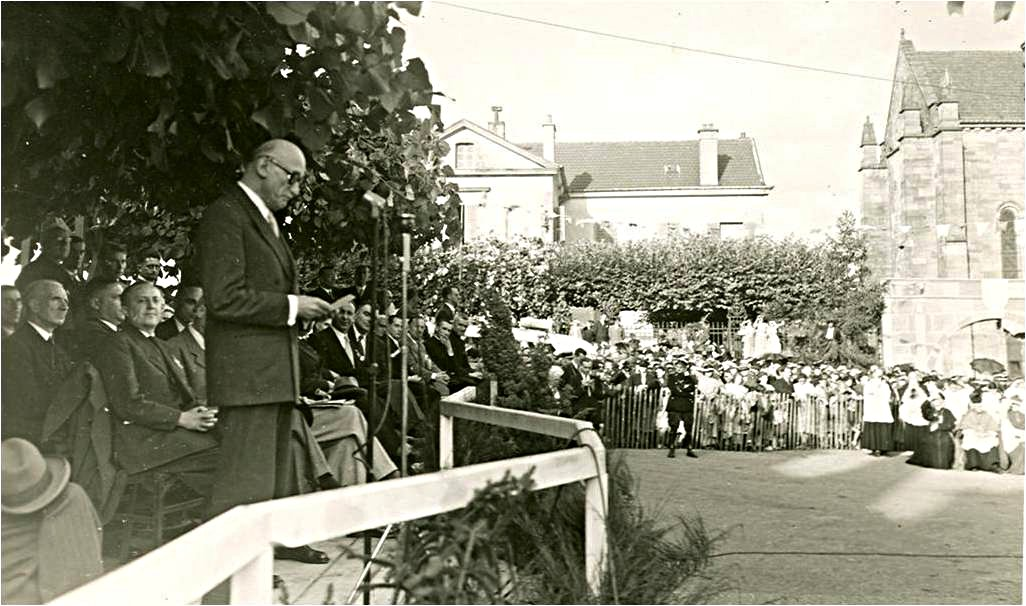
Robert Schuman var en av männen bakom EKSG:s grundande.

Som premiärminister och utrikesminister, bidrog Robert Schuman till att vända Frankrike bort från den gaullistiska politiken, som gick ut på att delar av det tyska territoriet, såsom Ruhrområdet och Saarland, permanent ockuperades eller på annat sätt kontrollerades. Trots hård kritik från ultra-nationalister, gaullister och kommunister, röstade den franska nationalförsamlingen för ett antal resolutioner som innebar att Västtyskland skulle integreras med Frankrike genom en gemenskap. Internationella myndigheten för Ruhr förändrades till följd. Schumans vägledande principer baserade sig på att de båda staterna skulle behandlas som likvärdiga motparter. Schumandeklarationen resulterade i undertecknandet av EKSG-fördraget, som upprättade Europeiska kol- och stålgemenskapen mellan sex europeiska länder: Belgien, Frankrike, Italien, Luxemburg, Nederländerna och Västtyskland. Gemenskapen låg till grund för bildandet av Europeiska unionen.

### Schumandeklarationen

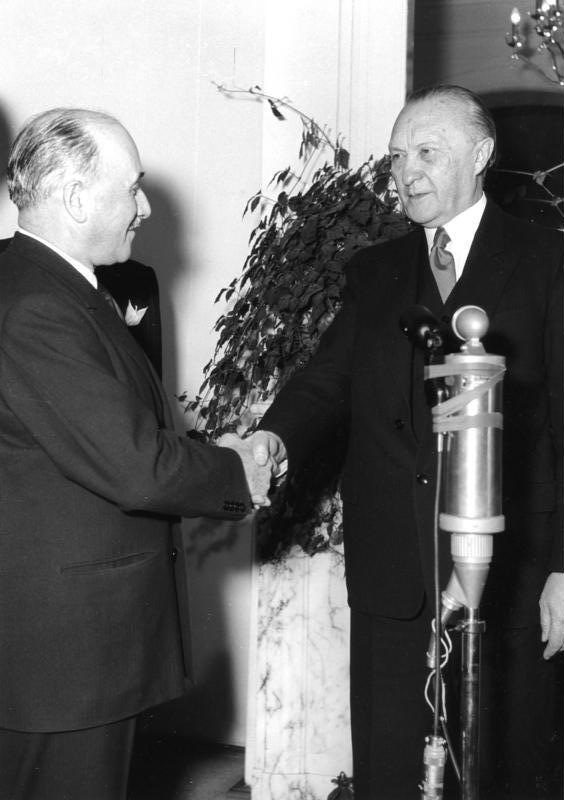
Jean Monnet och Västtysklands förbundskansler Konrad Adenauer.

Schumandeklarationen, som deklarerades offentligt den 9 maj 1950 (senare känt som Europadagen), blev efter två regeringssammanträden en del av den franska regeringens politik. Frankrike blev således den första regeringen att godkänna skapandet av en överstatlig gemenskap, och i förlängningen att dela landets suveränitet med andra suveräna stater.
Beslutet grundade sig på en text skriven av Schumans vän och kollega Paul Reuter, som vid tillfället var jurist vid franska utrikesdepartementet, i samarbete med Jean Monnet och Schumans kabinettssekreterare Bernard Clappier. Texten innebar en plan över hur man skulle skapa en gemensam kol- och stålmarknad mellan Frankrike och Västtyskland.
Schuman föreslog att den fransk-tyska produktionen av kol och stål skulle underställas ett gemensamt organ, ”Höga myndigheten”, och att samarbetet skulle vara öppet för andra europeiska stater att ansluta. Ett sådant projekt skulle bidra till ökad ekonomisk tillväxt och cementera freden mellan Frankrike och Västtyskland, som var historiska fiender. Kol och stål var grundläggande resurser för framställandet av ett lands krigsmateriel, så den gemensamma fransk-tyska produktionen var mer än bara symbolisk.
Schuman såg den franska regeringens beslut om hans förslag som det första exemplet på bildandet av en demokratisk och överstatlig organisation och därmed också ett historiskt steg. Planen sågs också av vissa, till exempel Monnet, som hellre talade om federalism än överstatlighet, som ett första steg i bildandet av Europas förenta stater. Schumandeklarationen som lade grunden till EKSG hade flera olika mål. För det första skulle den markera början på ett enat Europa. För det andra skulle den uppmuntra till världsfred och göra krig mellan medlemsstaterna omöjligt. För det tredje skulle den steg för steg demokratiskt ena Väst- och Östeuropa. Deklarationen innebar att världens första överstatliga institution och världens första internationella antikartellmyndighet bildades samt att en gemensam marknad inrättades mellan gemenskapens medlemsstater. Även om den gemensamma marknaden från början bara omfattade kol och stål, var tanken att den successivt skulle utökas till att omfatta andra produkter.
Europeiska kol- och stålgemenskapen utformades med Frankrike och Västtyskland i åtanke. Europas nationer ansågs inte kunna enas utan att den urgamla rivaliteten mellan de båda länderna upphörde. Eftersom kol- och stålindustrierna var grundläggande för tillverkningen av ammunition, ansåg Schuman att ett enande av dessa industrier genom ett överstatligt system inte bara skulle göra krig otänkbart, utan också materiellt omöjligt.
Genom att öka Europas resurser, var tanken också att utvecklingen på den afrikanska kontinenten skulle ta fart. EKSG skulle nämligen genom sin bekämpning av kartellbildningar effektivisera industrin och på så sätt kunna genomföra förbättringar i Afrika.

### Politiska påtryckningar

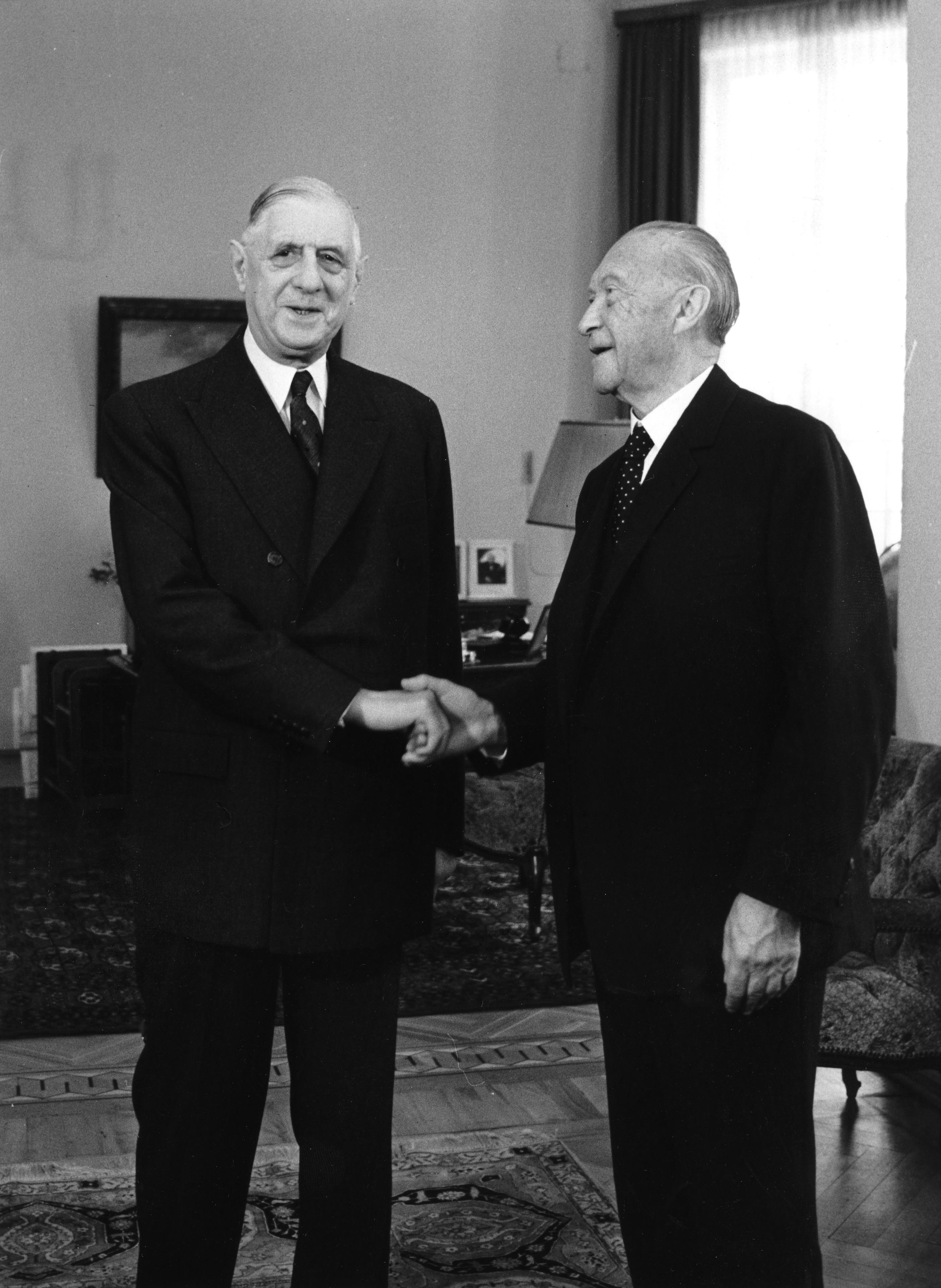
Charles de Gaulle och Konrad Adenauer vid ett möte i Bonn 1963.

Tysklands socialdemokratiska parti beslutade, trots stödet från fackförbund och andra europeiska socialistpartier, att motsätta sig Schumanplanen. Partiledaren Kurt Schumacher hävdade att planens fokus på att integrera de sex påtänkta medlemsstaterna skulle åsidosätta partiets främsta mål om att återförena Tyskland. Han menade att det skulle leda till framgångar för de ultra-nationalistiska och kommunistiska rörelserna i väst. Han ansåg också att EKSG skulle sätta punkt för hoppet om en nationalisering av stålindustrin och dessutom låsa in Europa bland karteller, tjänstemän och konservativa. Yngre medlemmar, såsom Carlo Schmid, var emellertid för bildandet av en gemenskap.
I Frankrike fick Schuman starkt politiskt och intellektuellt stöd från alla delar av landet och många av de icke-kommunistiska partierna. En kol- och stålmyndighet och bildandet av andra överstatliga gemenskaper behandlades i speciella underkommittéer till Europarådet tiden innan det blev en del av den franska regeringens politik. Charles de Gaulle, som då ännu inte hade kommit till makten, var en tidig förespråkare för en integration mellan ekonomierna och talade 1945 om en europeisk konfederation som skulle nyttja naturtillgångarna i Ruhrområdet. Han motsatte sig emellertid bildandet av EKSG, bland annat därför att han ansåg att Frankrike inte skulle få tillräckligt mycket att säga till om. de Gaulle ansåg också att EKSG saknade demokratisk legitimitet eftersom bildandet av gemenskapen inte var underställd någon europeisk folkomröstning. Följaktligen röstade de Gaulle och hans anhängare i Rassemblement pour la France (RPF) mot ratificeringen av EKSG-fördraget. Trots denna kritik erhöll EKSG brett stöd bland allmänheten. Alla elva parlamentskamrar i de sex medlemsstaterna röstade för ratificeringen av EKSG-fördraget med bred majoritet.

### Parisfördraget

De ursprungliga signatärländerna av EKSG-fördraget 18 april 1951.

Det 100 artiklar långa Parisfördraget, som innebar att Europeiska kol- och stålgemenskapen upprättades, undertecknades den 18 april 1951 av de sex påtänkta medlemsstaterna, Frankrike, Västtyskland, Italien, Belgien, Nederländerna och Luxemburg. EKSG blev således den första internationella organisationen att baseras på principen om överstatlighet. Den gemensamma marknaden för kol öppnades den 10 februari 1953 och den gemensamma stålmarknaden öppnades den 1 maj 1953. EKSG ersatte gradvis Internationella myndigheten för Ruhr. Den 11 augusti 1952 blev USA det första landet, efter EKSG:s egna medlemsstater, att erkänna gemenskapen och uppgav att landet nu skulle förhandla med EKSG i kol- och stålfrågor. Jean Monnet, som var Höga myndighetens förste ordförande, svarade med att etablera EKSG:s första externa närvaro i Washington.
Sex år efter Parisfördraget, undertecknades fördraget om upprättandet av Europeiska ekonomiska gemenskapen (EEG-fördraget) och fördraget om upprättandet av Europeiska atomenergigemenskapen (Euratom-fördraget). Fördragen innebar bildandet av EEG och Euratom, med EKSG som förebild. Till skillnad från Parisfördraget, som ingicks på en period om 50 år, ingicks de två nya fördragen på obestämd tid. De skyndades igenom för att kunna antas innan de Gaulle nådde makten i Frankrike. Trots hans försök till att ”kloroformera” gemenskaperna, utökades deras omfattning snabbt och EEG blev snart det viktigaste verktyget för politisk återförening och överskuggade följaktligen EKSG.

### Sammanslagning och upphörande
Trots att EKSG, EEG och Euratom var skilda juridiska personer hade de ”Gemensamma församlingen” och domstolen gemensamma. Däremot förblev råden och kommissionerna separerade mellan gemenskaperna. För att undvika dubbelarbete, slog fusionsfördraget ihop EKSG:s och Euratoms separata organ med EEG:s. De tre gemenskaperna bildade samtidigt Europeiska gemenskaperna (EG). Europeiska gemenskaperna kom senare att bli en av Europeiska unionens tre pelare, en struktur som upphörde att existera den 1 december 2009 genom Lissabonfördragets ikraftträdande.
EKSG-fördraget ändrades flera gånger i takt med att EG och EU utvecklades och expanderade. En debatt blossade upp under 1990-talet om vad som skulle ske när fördraget skulle upphöra att gälla 2002. Det beslutades till sist att fördraget skulle låtas upphöra i enlighet med de ursprungliga bestämmelserna. De områden som berördes av EKSG-fördraget överfördes till fördraget om upprättandet av Europeiska gemenskapen (EG-fördraget), och ytterligare bestämmelser fastställdes i ett protokoll till Nicefördraget. EKSG-fördraget upphörde till slut att gälla den 23 juli 2002. Den dagen halades EKSG:s flagga för sista gången utanför Europeiska kommissionens säte i Bryssel, och ersattes med europeiska flaggan.

## Utbredning och utvidgning

Ursprungliga medlemsstater
Senare anslutna medlemsstater

Europeiska kol- och stålgemenskapen bestod till en början av sex medlemsstater: Belgien, Frankrike, Italien, Luxemburg, Nederländerna och Västtyskland (sedermera Tyskland). Enligt EKSG-fördraget stod samarbetet dock öppet för varje annan europeisk stat att ansluta.
Ett sådant beslut skulle tas av rådet med enhällighet efter att Höga myndigheten hade konsulterats. Eftersom EKSG:s medlemsstater var desamma som EEG:s och Euratoms, utökades antalet medlemmar i takt med utvidgningen av gemenskaperna.
Det dröjde dock till den första utvidgningen, eftersom Charles de Gaulle blockerade Storbritanniens medlemskapsansökan. Först 1973 kunde Danmark, Irland och Storbritannien ansluta sig till samarbetet. 1981 skedde den andra utvidgningen, då Grekland anslöt sig. 1987 anslöt sig även Portugal och Spanien.
Den sista utvidgnignen ägde rum 1995, när Finland, Sverige och Österrike blev en del av gemenskapen. Vid upplösandet hade EKSG följaktligen totalt 15 europeiska stater som medlemmar.
EKSG-fördraget fastställde att EKSG omfattade medlemsstaternas europeiska territorier samt de europeiska territorier vars utrikesrelationer hanterades av medlemsstaterna. Det innebar således att medlemsstaternas territorier utanför Europa stod utanför samarbetet.
Antalet officiella språk utökades från de ursprungliga fyra (franska, italienska, nederländska, tyska) till ytterligare sju (danska, engelska, finska, grekiska, portugisiska, spanska, svenska) i samband med utvidgningarna av gemenskapen.

## Institutioner och organ
EKSG:s institutioner var ”Höga myndigheten”, ”Gemensamma församlingen”, ”Särskilda ministerrådet” och ”domstolen”. En konsultativ kommitté etablerades jämsides Höga myndigheten, som en femte institution som skulle representera det civila samhället. Det var den första internationella representationen för konsumenter i historien. Alla dessa institutioner, utom ”Rådgivande kommittén”, slogs samman 1967 med Europeiska ekonomiska gemenskapens. Rådgivande kommittén fortsatte att fungera som ett oberoende organ fram till EKSG-fördragets upphörande 2002. Fördraget fastslog att institutionernas säten skulle bestämmas gemensamt av medlemsstaterna. Som en tillfällig kompromiss, beslutades att institutionerna skulle förläggas i Luxemburg, med undantag för Gemensamma församlingen som förlades till Strasbourg.

### Höga myndigheten

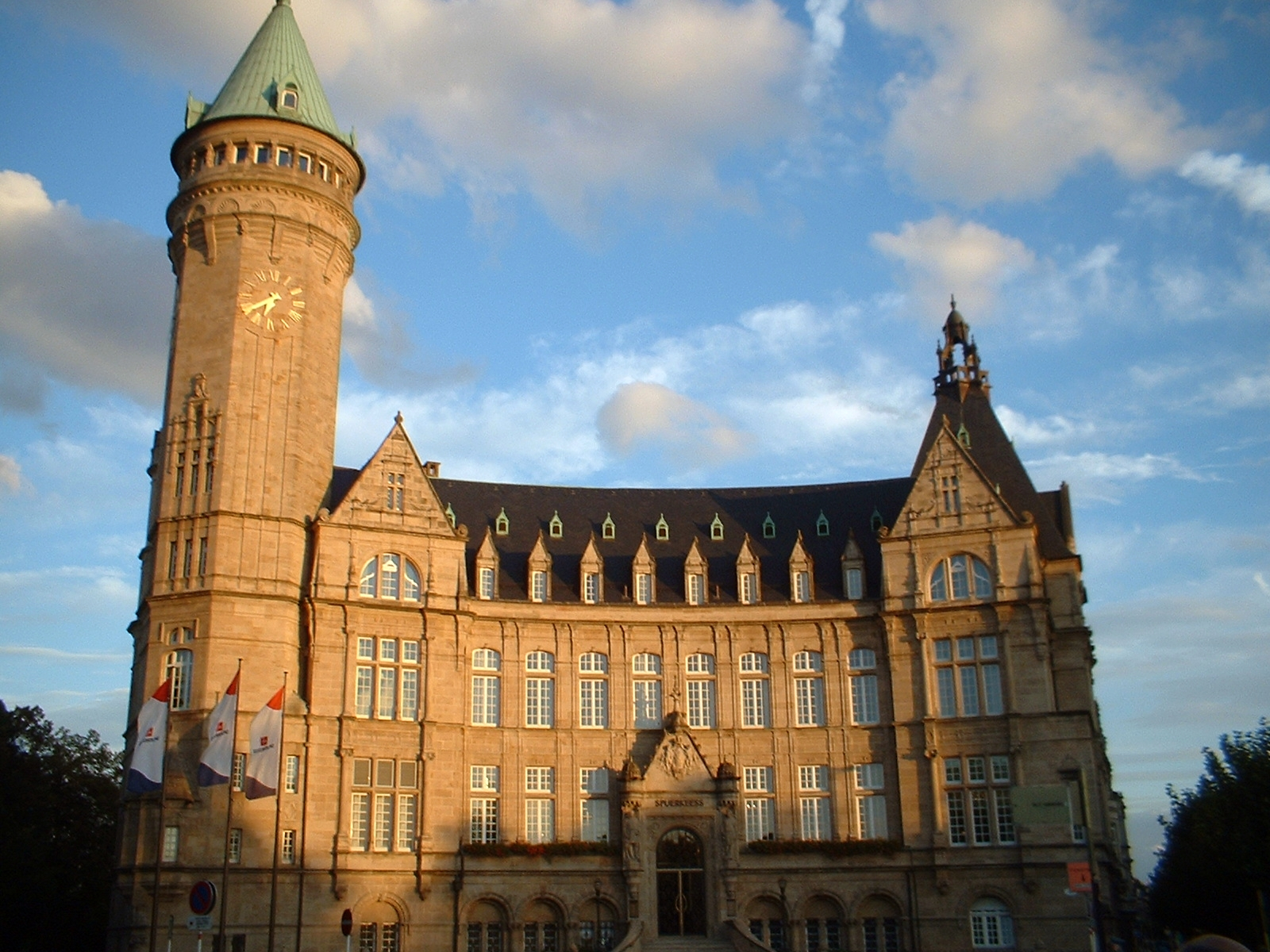
Höga myndigheten hade sitt säte i Luxemburg, likt övriga institutioner.

Höga myndigheten (föregångaren till Europeiska kommissionen) var gemenskapens verkställande organ, bestående av nio ledamöter. Frankrike, Italien och Västtyskland utsåg två ledamöter var, medan de tre mindre medlemsstaterna utsåg en ledamot var. Ledamöterna skulle inte agera efter nationella intressen, utan istället efter gemenskapens intressen. För att garantera deras oberoende fick ledamöterna inte inneha andra uppdrag under tiden deras uppdrag pågick eller inom tre år efter att de slutfört sitt uppdrag. En tredjedel av myndighetens ledamöter förnyades vartannat år.
Höga myndigheten hade ett brett kompetensområde för att säkerställa att fördragets mål uppfylldes och att den gemensamma marknaden fungerade.
Institutionen kunde utfärda tre olika typer av rättsakter: beslut (som var fullt bindande lagar), rekommendationer (som hade bindande mål men överlät åt medlemsstaterna själva att implementera) och yttranden (som inte var juridiskt bindande). Fram till sammanslagningen 1967, hade myndigheten fem olika ordförande följt av en interimsordförande de sista dagarna.

### Övriga institutioner
Gemensamma församlingen (som senare blev Europaparlamentet) bestod till en början av 78 ledamöter som fyllde en granskande funktion över Höga myndigheten. Gemensamma församlingens ledamöter var tvungna att antingen vara nationella parlamentsledamöter som varje år utsågs till att representera sin medlemsstat i församlingen, eller vara direktvalda genom allmänna val. Några direkta val ägde dock inte rum förrän Europaparlamentsvalet 1979, eftersom rådet först var tvunget att komma överens om valsystemet. För att dock betona att kammaren inte var en traditionell internationell organisation bestående av medlemsstaternas representanter, fastslog EKSG-fördraget att Gemensamma församlingen skulle representera folken. Församlingen var inte ursprungligen specificerad i Schumandeklarationen, eftersom tanken från början var att EKSG skulle använda sig av Europarådets institutioner. När det framkom att detta var omöjligt, på grund av brittiska invändningar, bildades istället separata institutioner. Församlingen var tänkt att utgöra en demokratisk uppvägning och kontroll gentemot Höga myndigheten, samt rådgiva och till och med avskeda myndigheten om den agerade felaktigt, orättvist eller korrupt. Församlingens första talman var Paul-Henri Spaak.
Särskilda ministerrådet (som senare blev Europeiska unionens råd) bestod av medlemsstaternas regeringsrepresentanter. Ordförandeskapet roterade mellan medlemsstaterna i alfabetisk ordning på en period om tre månader i taget. Rådets huvudsyfte var att harmonisera Höga myndighetens och de nationella regeringarnas arbete. Rådets yttrande krävdes också inom vissa av Höga myndighetens arbetsområden. I frågor som rörde kol och stål kunde dock endast Höga myndigheten agera och inom dessa områden kunde rådet, till skillnad från Europeiska unionens råd, endast granska. Övriga områden krävde dock godkännande från rådet.
Domstolens uppgifter var att säkerställa efterlevnaden av EKSG:s lagstiftning, samt att tolka fördraget. Det ingick totalt sju domare i domstolen. Dessa utsågs var sjätte år genom gemensamma överenskommelser mellan de nationella regeringarna. Det fanns inga krav på att domarna skulle vara av en viss nationalitet, utan kraven gällde istället deras kompetens och oberoende. Domstolen assisterades av två generaladvokater.
Rådgivande kommittén (liknande Europeiska ekonomiska och sociala kommittén) hade mellan 30 och 50 ledamöter lika fördelade mellan producenter, arbetare, konsumenter och återförsäljare inom kol- och stålsektorn. Inte heller inom kommittén fanns det några kvoter baserade på nationalitet. Varje ledamot utsågs för en period om två år och var inte bunden vid något mandat eller några instruktioner från den organisation som utsåg dem. Höga myndigheten var tvungen att konsultera kommittén vid beslut rörande vissa speciella sakfrågor. Dessutom var myndigheten tvungen att hålla kommittén underrättad om samarbetets utveckling. Rådgivande kommittén förblev ett separat organ (trots att de andra institutionera slogs samman) fram till 2002, då EKSG-fördraget upphörde att gälla och Europeiska ekonomiska och sociala kommittén (EESK) övertog dess funktion.

## Syfte och konsekvenser
EKSG:s främsta syfte var att bidra till ekonomins utveckling, utvecklingen av sysselsättningen och förbättrandet av medborgarnas levnadsstandard. Handeln mellan medlemsstaterna ökade kraftigt, exempelvis tiofaldigades handeln med kol, vilket medlemsstaterna tjänade ekonomiskt på eftersom de då kunde importera mindre mängd resurser från USA. Höga myndigheten utfärdade också 280 lån till industrin med syfte att modernisera den. Kostnaderna minskade ytterligare genom borttagandet av tullavgifterna.
EKSG:s främsta framgångar rörde välfärdsfrågor. Vissa gruvor var ohållbara utan statliga subventioner. Andra gruvor hade dåliga bostäder. Under 15 års tid finansierades totalt 113 500 bostäder för arbetare, som fick möjlighet att köpa en egen bostad för ungefär 1 770 US-dollar. EKSG betalade också hälften av kostnaderna som uppstod vid omplaceringen av arbetare som förlorat sina jobb på grund av att kol- och stålfaciliteter stängts ner. Tillsammans med regionalt utvecklingsbistånd, spenderade EKSG 150 miljoner US-dollar för att skapa 100 000 jobb, varav en tredjedel var för arbetslösa kol- och stålarbetare. EKSG:s välfärdsgarantier utökades till att omfatta även andra sektorer i vissa medlemsstater.
Långt mycket viktigare än bildandet av Europas första social- och regionalpolitik var EKSG:s betydelse för den europeiska freden. Den involverade kontinentens första europeiska skatt. Det var en platt skatt, en avgift på produktion med ett tak på max 1 procent. Med tanke på att medlemsstaterna sedan EKSG:s bildande haft fred under den längsta tiden på mer än 2 000 år beskrivs avgiften ibland som den billigaste skatten för att skapa fred i historien. Ett nytt världskrig, eller ett ”världssjälvmord” som Schuman beskrev det 1949, undveks. I oktober 1953 sa Schuman att möjligheten för ett nytt europeiskt krig hade eliminerats. Emellertid misslyckades EKSG med att uppnå flera av dess grundläggande mål i EKSG-fördraget. Förhoppningen var att EKSG skulle förhindra en återkomst av stora kol- och stålkoncerner. Dock återkom problemen med karteller och stora företag. Olja, gas och elektricitet började samtidigt att konkurrera på allvar med kol. Å andra sidan misslyckades gemenskapen med att definiera en fungerande energipolitik. Euratom-fördragets tillämpning hindrades till stor del av de Gaulle och de europeiska regeringarna vägrade att föreslå en ny energigemenskap som skulle innefatta exempelvis elektricitet. I en tid med hög inflation och monetär instabilitet misslyckades EKSG också med att säkerställa en utjämning av lönerna för arbetstagarna inom marknaden. Det har dock hävdats att Europeiska kol- och stålgemenskapens allra största framgång var dess koncept med en överstatlig, demokratisk gemenskap.